# Mardom-e Emruz
Mardom-e Emruz, Mardom-e Emrooz (pers. مردم امروز, pol. Dzisiejszy naród) – irański dziennik. Ukazywał się od grudnia 2014 roku do stycznia 2015 roku.
Dziennik zaczął ukazywać się 27 grudnia 2014 roku i prezentował umiarkowaną linię polityczną i wspierał prezydenta Hasana Rouhaniego. Został zawieszony w połowie 17 stycznia 2015 roku, a jego pozwolenie na wydawanie zostało wycofane, gdy 13 stycznia opublikował na pierwszej stronie wykonane na rozdaniu Złotych Globów zdjęcie George'a Clooneya ze znaczkiem Je suis Charlie w klapie marynarki.